# Història de l'hinduisme
La història de l'hinduisme cobreix una àmplia varietat de tradicions religioses natives del subcontinent indi. La seva història se superposa o coincideix amb el desenvolupament de la religió en el subcontinent des de l'edat del ferro, i algunes de les seves tradicions es remunten a religions prehistòriques com les de la cultura de la vall de l'Indus de l'Edat del Bronze. Els erudits consideren l'hinduisme com una síntesi de diverses cultures i tradicions índies, amb diverses arrels i cap fundador. Aquesta síntesi hindú va sorgir després del període vèdic, entre aproximadament el 500-200 aC i el 300 dC, en el període de la Segona Urbanització i el període clàssic primerenc de l'hinduisme, quan es van compondre les Èpiques i els primers Purānas. Va florir en el període medieval, amb el declivi del budisme a l'Índia.

## Períodes històrics
La història de l'hinduisme sovint es divideix en períodes de desenvolupament. El primer és el període prevèdic, que inclou la civilització de la vall de l'Indus i les religions prehistòriques locals, que acaba aproximadament l’any 1750 aC. Aquesta època va ser seguida en el nord de l'Índia pel període vèdic, que va veure la introducció de la religió vèdica amb les migracions indoàries, començant en algun punt entre 1900 aC i 1400 aC. El període posterior, entre 800 aC i 200 aC, és «un punt d'inflexió entre la religió vèdica i les religions hindús», i una etapa formativa per a l'hinduisme, el jainisme i el budisme. El període èpic i purànic primerenc, des de c. 200 aC a 500 dC, va veure la clàssica «Edat d'Or» de l'hinduisme (c. 320-650 dC), que coincideix amb l'Imperi Gupta. En aquesta fase van evolucionar les sis branques de la filosofia hindú: Samkhya, Ioga, Nyaya, Vaisheshika, Mīmāṃsā i Vedanta. Les sectes monoteistes com el xivaisme i el vixnuisme es van desenvolupar durant aquest mateix període a través del moviment Bhakti. El període entre el 650 al 1100 forma el període Clàssic tardà o l'edat mitjana primerenca, en el qual s'estableix l'hinduisme purànic clàssic i la consolidació d'Adi Shankara cap a la doctrina advaita.
L'hinduisme, sota governants hindús i islàmics des de c. 1200 a 1750, va veure la creixent prominència del Moviment Bhakti, que continua sent influent en l'actualitat. El període colonial va veure el sorgiment de diversos moviments de reforma hindú en part inspirats per moviments occidentals, com l'unitarisme i la teosofia. La Partició de l'Índia l'any 1947 es va desenvolupar en línies religioses, i la República de l'Índia va sorgir amb una majoria hindú. Durant el segle xx, a causa de la diàspora índia, s'han format minories hindús en tots els continents, amb les comunitats més grans en nombres absoluts als Estats Units i el Regne Unit.

## Religions prevèdiques (fins a c. 1750 aC)

### Prehistòria
L'hinduisme pot tenir les seves arrels en una religió prehistòrica mesolítica, com s'evidencia en els abrics rupestres de Bhimbetka, que tenen aproximadament 10 000 anys, així com en l'època neolítica. Encara existeixen diverses religions tribals, encara que les seves pràctiques poden no semblar-se a les de les creences prehistòriques.

### Civilització de la vall de l'Indus (c. 3300–1700 aC)

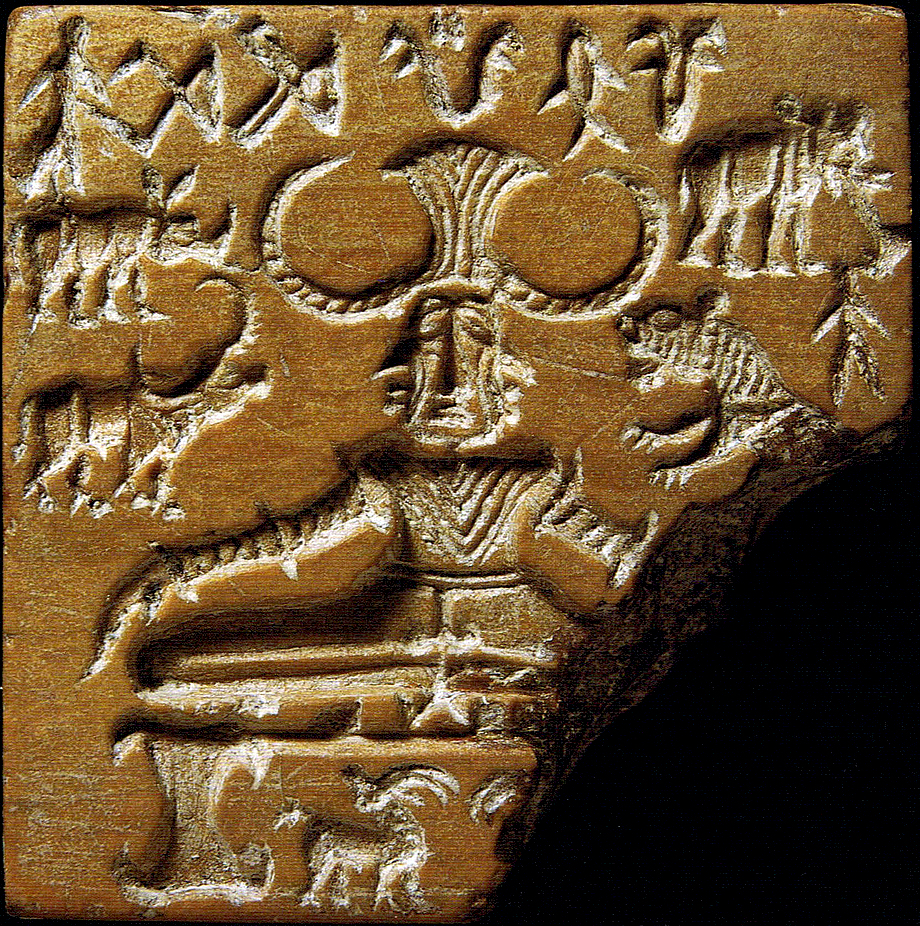
L'anomenat segell de Shiva Pasupati de la cultura de la vall de l'Indus.

Alguns segells de la vall de l'Indus mostren esvàstiques, que es troben en altres religions a tot el món. En les restes de Harappa s'han trobat símbols fàl·lics interpretats com el lingam hindú molt més tardà. Un segell mostra una figura amb banyes asseguda en una postura que recorda a la posició del lotus i envoltada d'animals: va ser nomenada pels primers excavadors «Pasupati», un epítet dels déus hindús posteriors Xiva i Rudra.Escrivint en 1997, Doris Meth Srinivasan va dir: «No molts estudis recents continuen anomenant a la figura del segell un "Proto-Siva"».
En vista de la gran quantitat de figuretes trobades a la vall de l'Indus, alguns estudiosos creuen que els pobladors d'Harappa adoraven a una deessa mare que simbolitzava la fertilitat, una pràctica comuna entre els hindús rurals en l'actualitat. No obstant això, aquest punt de vista ha estat qüestionat per S. Clark, qui ho veu com una explicació inadequada de la funció i construcció de moltes de les figuretes.

## Període vèdic (c. 1750–500 aC)
El període vèdic, cridat així per la religió vèdica dels indoaris del regne de Kuru, va durar des de c. 1750 a 500 aC Els indoaris eren una branca de la família de llengües indoeuropees, que molts erudits creuen que es va originar en la cultura kurgana de les estepes de l'Àsia central. De fet, la religió vèdica, inclosos els noms de certes deïtats, era en essència una branca de la mateixa tradició religiosa dels antics grecs, romans, perses i germànics. Per exemple, el déu vèdic Diaus Pitar és una variant del déu protoindoeuropeu Dyeus, del que també deriven el Zeus grec i el Júpiter romà.
Encara que algunes representacions primerenques de deïtats semblen aparèixer en l'art de la civilització de la vall de l'Indus, queden molt pocs artefactes religiosos del període corresponent a la migració indoària durant el període vèdic. S'ha suggerit que la religió vèdica primitiva es va centrar exclusivament en l'adoració de només «forces elementals de la naturalesa mitjançant sacrificis elaborats», que no es prestaven fàcilment a representacions antropomorfológiques. Diversos artefactes poden pertànyer a la cultura dels dipòsits de coure, alguns d'ells suggerint característiques antropomorfológiques. Les interpretacions varien quant al significat exacte d'aquests artefactes, o fins i tot la cultura i la periodització a la qual pertanyien.
Després del 1100 aC, amb la introducció del ferro, les tribus indoàries es van traslladar a la plana occidental del Ganges, adaptant un estil de vida agrari. Van aparèixer formes d'estat rudimentàries, de les quals la tribu i el regne Kuru van ser els més influents. Consistien en una unió tribal, que es va convertir en la primera societat estatal registrada en el sud d'Àsia al voltant de l'any 1000 aC. Això va canviar decisivament l'herència religiosa del període vèdic primerenc, recopilant els seus himnes rituals en les col·leccions de Veda i desenvolupant nous rituals que van guanyar la seva posició en la civilització índia com els rituals ortodoxos srauta-sutra, que van contribuir a l'anomenada «síntesi clàssica» o «síntesi hindú».

## Segona urbanització i declivi del bramanisme (c. 600-200 aC)

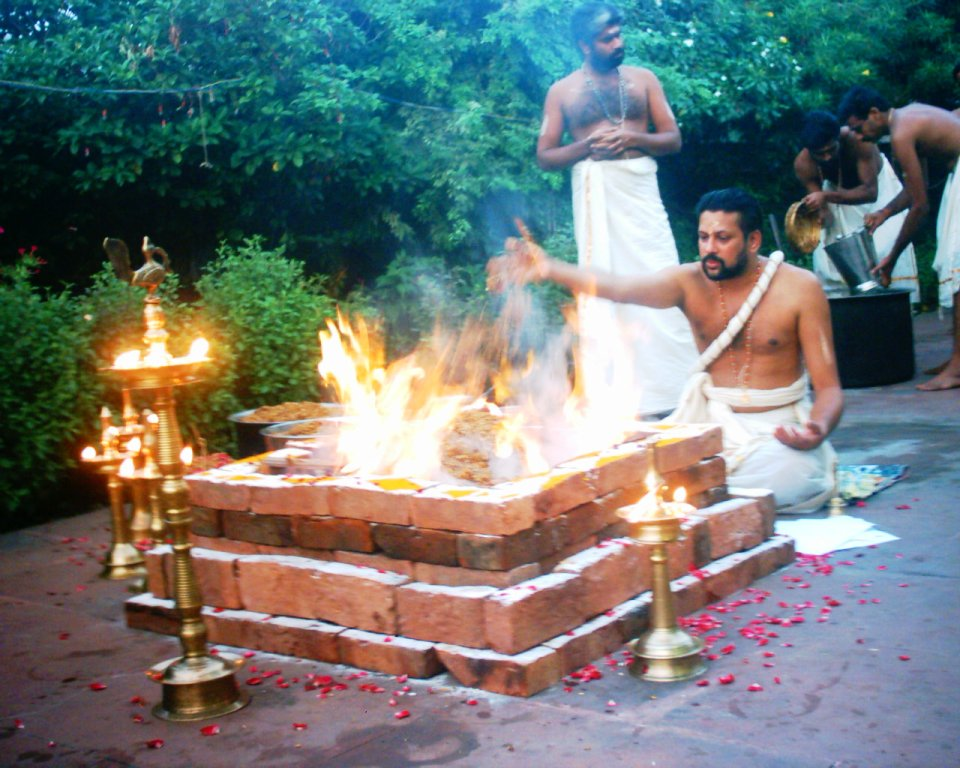
Els rituals śrauta van ser una tradició vedista que va romandre en l'Índia meridional.

El vedisme, amb els seus rituals ortodoxos, pot haver estat desafiat a conseqüència de la creixent urbanització de l'Índia als segles segle vii i VI aC i l'afluència d'estímuls estrangers iniciada amb la conquesta aquemènida de la vall de l'Indus (al voltant de 535 aC). Van sorgir nous moviments ascètics, que van desafiar l'ortodòxia religiosa establerta, com el budisme, el jainisme i els cultes populars locals. La representació antropomòrfica de diverses deïtats aparentment es va reprendre a mitjan primer mil·lenni aC, també a conseqüència de l'autoritat reduïda del vedisme.
El període postvèdic de la Segona Urbanització va veure un declivi del Bramanisme. Al final del període vèdic, el significat de les paraules dels Vedas s'havia tornat mal vist i es percebia com «una seqüència fixa de sons» amb un poder màgic, «significant un final». Amb el creixement de les ciutats, que amenaçava els ingressos i el patrocini dels bramans rurals, l'auge del budisme, la campanya índia d'Alexandre Magne (327-325 aC), l'expansió de l'Imperi Maurya (322-185 aC) que va adoptar el budisme i les invasions i el govern saka del nord-oest de l'Índia (segle II aC-segle IV dC), el bramanisme enfrontava una greu amenaça a la seva existència.

## Síntesi hindú i hinduisme clàssic (c. 200 aC-1200 dC)
El declivi del bramanisme es va superar proporcionant nous serveis i incorporant l'herència religiosa indoària no vèdica de la plana oriental del Ganges i les tradicions religioses locals, donant lloc a l'hinduisme contemporani. Entre el 500–200 aC i c. 300 dC es va desenvolupar la «síntesi hindú»,–200que va incorporar influències sramàniques i budistes i de la tradició bhakti emergent. Aquesta síntesi va sorgir sota la pressió de l'èxit del budisme i el jainisme.

### «Edat daurada» de l'Índia (c. 320–650 dC)
Durant aquest període, el poder es va centralitzar, juntament amb un creixement del comerç a distància, l'estandardització dels procediments legals i la difusió general de l'alfabetització. El budisme Mahayana va florir, però la cultura bramana ortodoxa va començar a ser rejovenida pel patrocini de la dinastia Gupta, que eren vaisnaves. La posició dels bramans es va reforçar, i els primers temples hinduistas dedicats a les deïtats van sorgir durant l'era tardana Gupta. Durant el regnat Gupta es van escriure els primers Puranas, que es van utilitzar per difondre «la ideologia religiosa dominant entre els grups tribals i prealfabetitzats en procés d'aculturació». Els Gupta van patrocinar la religió puránica recentment emergent, buscant legitimitat per a la seva dinastia. L'hinduisme purànic resultant diferia notablement del bramanisme anterior dels Dharma śāstra i els smritis.

### Hinduisme Clàssic Tardà i hinduisme purànic (c. 650-1200 dC)
Després de la fi de la dinastia Gupta i el col·lapse de l'Imperi Harsha, la desintegració del poder central va conduir a la regionalització de la religiositat i la rivalitat entre creences. Es van intensificar els cultes i llengües locals, i es va reduir la influència de l’«hinduisme ritualista bramànic». Van sorgir moviments rurals i devocionals, juntament amb el Xivaisme, el vixnuisme, el bhakti i el tantra, encara que «les agrupacions sectàries només estaven al començament del seu desenvolupament». Els moviments religiosos van haver de competir pel reconeixement dels senyors locals. El budisme va perdre la seva posició després del segle viii i va començar a desaparèixer a l'Índia.

## Períodes medieval i modern primerenc (c. 1200-1850 dC)

### Domini musulmà

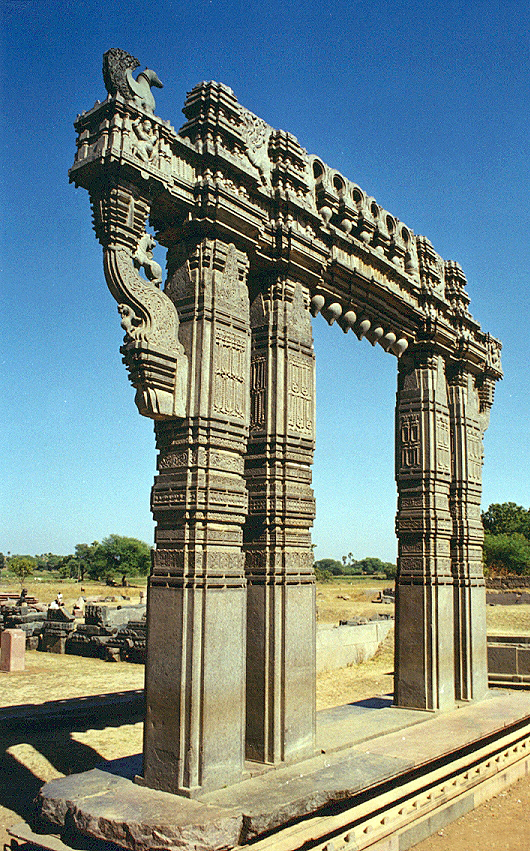
Kakatiya Kala Thoranam (porta de Warangal) construïda per la dinastia Kakatiya i actualment en ruïnes; un dels molts complexos de temples destruïts pel Sultanat de Delhi.

Encara que l'islam va arribar al subcontinent indi a principis del segle vii amb l'adveniment dels comerciants àrabs, va començar a afectar les religions índies després del segle x, i particularment després del segle xii amb l'establiment i després l'expansió del domini islàmic. Durant aquest període, el budisme va declinar ràpidament mentre que l'hinduisme es va enfrontar a la violència religiosa dirigida per militars i patrocinada pels sultanats. Hi havia una pràctica generalitzada de batudes, confiscació i esclavitud de famílies d'hindús, que després eren venuts en ciutats del Sultanat o exportats a l'Àsia central. Alguns textos suggereixen que diversos hindús es van convertir per la força a l'islam. A partir del segle xiii, durant un període d'uns 500 anys, molt pocs textos, dels nombrosos escrits per historiadors de la cort musulmana, esmenten «alguna conversió voluntària d'hindús a l'islam», la qual cosa suggereix la insignificança i potser la raresa de tals conversions. En general, els hindús esclavitzats es van convertir a l'islam per obtenir la seva llibertat. Va haver-hi excepcions ocasionals a la violència religiosa contra l'hinduisme. Akbar, per exemple, va reconèixer l'hinduisme, va prohibir l'esclavitud de les famílies dels captius de guerra hindús, va protegir els temples i va abolir els discriminatoris Jizya (impostos) contra els hindús. No obstant això, molts governants musulmans del Sultanat de Delhi i de l'Imperi mogol, abans i després d'Akbar, des dels segles segle xii al segle xviii, van destruir temples hindús.

### Unificació de l'hinduisme
L'hinduisme va experimentar canvis profunds, ajudat en part per mestres com a Rāmānuja Āchārya, Madhwa i Chaitania. Els seguidors del Moviment Bhakti es van allunyar del concepte abstracte de Brahman, que el filòsof Adi Shankara va consolidar uns segles abans, amb una devoció apassionada i emocional cap als avatars més accessibles, especialment Krishna i Rama. Segons Nicholson, ja entre els segles segle xii i segle xvi, «certs pensadors van començar a tractar com un tot els diversos ensenyaments filosòfics dels Upanishads, les epopeies, els Puranas i les escoles conegudes retrospectivament com els "sis sistemes" (saddarsana) de filosofia hindú dominant». Michaels assenyala que va sorgir una historització que va precedir al nacionalisme posterior, articulant idees que glorificaven l'hinduisme i el passat.